# 久慈広域連合
久慈広域連合（くじこういきれんごう）は、岩手県久慈市、洋野町、野田村、普代村が共同で設置した特別地方公共団体。

## 概要
主に広域連合の運営に関する事務、介護保険に関する事務、火葬場の設置・管理運営に関する事務、ごみ処理施設やし尿処理施設の設置・管理運営に関する事務、消防に関する事務を行っている。

## 沿革
- 2000年（平成12年）9月5日 - 久慈広域連合を設置する。
- 2002年（平成14年）10月4日 - 種市町が加入する。
- 2006年（平成18年）
  - 1月1日 - 種市町と大野村が合併し、洋野町となる。
  - 3月6日 - 久慈市と山形村が合併する。
- 2008年（平成20年）4月1日 - 久慈広域連合と久慈地区広域行政事務組合が統合し、新久慈広域連合が誕生する。

## 組織

### 組織図
2018年（平成30年）4月1日現在、以下のようになっている。
- 広域連合長（久慈市長）
  - 副広域連合長（洋野町長、野田村長、普代村長）
  - 事務局
    - 総務企画課
      - 総務係
      - 企画財務係

    - 介護保険課
      - 介護保険係
      - 認定審査係

    - 衛生課
      - 管理係
        - 久慈地区ごみ焼却場
        - 久慈地区再資源化処理場
        - 久慈地区粗大ごみ処理場
        - 久慈地区最終処分場
        - 久慈地区斎場
        - 久慈地区し尿処理場

  - 会計管理者
    - 出納室長
      - 出納係
      - 審査係

  - 消防本部
    - 総務予防課
      - 総務係
      - 予防保安係

    - 消防課
      - 消防係
      - 第1通信指令係
      - 第2通信指令係

    - 久慈消防署
      - 庶務係
      - 警防係
      - 予防係
      - 分署 （山形・普代・野田）
        - 第1係
        - 第2係

    - 洋野消防署
      - 庶務係
      - 警防係
      - 予防係
      - 大野分署
        - 第1係
        - 第2係
- 選挙管理委員会
  - 事務局
- 議会
  - 事務局
- 監査委員
  - 事務局

### 職員数
- 一般職員 : 163人
- 消防職員 : 143人
- 合計 : 306人

### 所在地
- 事務局 : 岩手県久慈市中町1丁目67番地
- 消防本部・久慈消防署 : 岩手県久慈市長内町第29地割21番地1